# Euochin miao
Espèce
Euochin miao est une espèce d'araignées aranéomorphes de la famille des Salticidae.

## Distribution
Cette espèce est endémique du Guizhou en Chine,. Elle se rencontre dans le xian de Pu'an.

## Description
La carapace du mâle holotype mesure 1,604 mm et l'abdomen 1,377 mm.

## Systématique et taxinomie
Cette espèce a été décrite par Wang, Yu et Zhang en 2024.

## Étymologie
Cette espèce est nommée en l'honneur des Miao.

## Publication originale
- Wang, Yu & Zhang, 2024 : « On a new genus and twelve new species of jumping spiders from southwestern China (Araneae, Salticidae, Salticinae, Euophryini). » Zootaxa, no 5538(1), p. 201-232.